# اندیس زنگالو
زنگالو یک اندیس فلزی است که در حوالی شهر باشتین استان خراسان قرار دارد و مادهٔ معدنی موجود در آن، مس است.سنگ میزبان این اندیس آندزیت پورفیری است  در این اندیس، پاراژنز‌های کالکوسیت ،مالاکیت یافت می‌شوند.